# Proechimys cuvieri
Proechimys cuvieri är en däggdjursart som beskrevs av Francis Petter 1978. Proechimys cuvieri ingår i släktet Proechimys och familjen lansråttor. IUCN kategoriserar arten globalt som livskraftig. Inga underarter finns listade i Catalogue of Life.
Artepitet i det vetenskapliga namnet hedrar den franska zoologen Georges Cuvier.
Denna gnagare förekommer i norra Sydamerika från östra Ecuador och nordöstra Peru till regionen Guyana. Den vistas i låglandet och i kulliga områden upp till 500 meter över havet. Habitatet utgörs av olika slags skogar. Proechimys cuvieri besöker även trädgårdar.
Hanarnas revir är betydlig större än honornas territorium. Honor som var dräktiga med två ungar dokumenterades i februari och mars.